# Mark Timofejewitsch Jelisarow

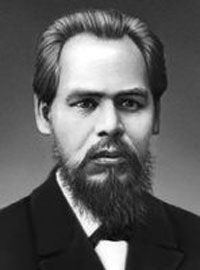
Mark Timofejewitsch Jelisarow

Mark Timofejewitsch Jelisarow (russisch Марк Тимофеевич Елизаров; * 22. März 1863; † 10. März 1919 in Petrograd) war ein russischer Revolutionär.

## Leben
Mark Jelisarow war mit Lenins Schwester Anna Uljanowa verheiratet. 1893 wurde er Mitglied der revolutionären Bewegung. Nach der Oktoberrevolution 1917 war er kurze Zeit Volkskommissar für Eisenbahnangelegenheiten, dann zuständig für das Versicherungswesen. Er starb im März 1919 an Typhus.

## Ehrungen
Die Jelisarow-Allee in Petersburg wurde nach ihm benannt. Nach ihr ist wiederum eine nahegelegene Station der Metro Sankt Petersburg (Jelisarowskaja) benannt.